# 住田雅清
住田 雅清（すみだ まさきよ、1957年4月11日 - ）は兵庫県西宮市在住の俳優である。阪神障害者解放運動センターの事務局長も務める。自身も脳性麻痺と重度の肢体不自由を患っている。

## 人物
西宮市立西宮養護学校中等部を卒業し、兵庫県立川西高等学校宝塚良元分校に在学。阪神障害者解放センター事務局長をはじめ、障害者生活支援センター「遊び雲」副代表なども務める。創価学会教学部教授。

## 出演

### 映画
- おそいひと（2007年12月）、殺人犯役（主演）。
- 堀川中立売（2010年）[1]